# Cys-la-Commune
Cys-la-Commune é uma comuna francesa na região administrativa de Altos da França, no departamento de Aisne. Estende-se por uma área de 4,39 km². Em 2010 a comuna tinha 150 habitantes (densidade: 34,2 hab./km²).